# 黃竹齋
黃竹齋（1886年—1960年），名謙，又名維翰，字吉人，竹齋亦其字，晚號中南山人。著名中醫文獻學者與中醫師，他於羅哲初處取得桂林古本，並發表公諸於世。他於1948年據《桂林古本》，參照《宋本》、《湘古本》、《涪古本》、撰有《傷寒雜病論會通》一書，共18卷。他在自序中說：「兹取十二稿本与今世通行之宋刊《伤寒》、《金匮》各书及近年湖南刘昆湘得于江西张隐君之古本，涪陵刘熔经得于垫江某洞石柜之古本相校，如太阳篇下『伤寒脉浮滑』节，宋本及涪本同作『此以表有热，里有寒，白虎汤主之』，脉方乖违，义实难通。湘古本作『表有热，里无寒』，似较优胜。然犹未若十二稿作『里有热，表无寒』之确切不易也。其余订正诸本脱讹者，不遑枚举。」本書之作對於傷寒雜病論的研究具有很高的參考價值。

## 外部連結
- 黄竹斋——针药并用　累起沉疴 （页面存档备份，存于）